# Riacho Mão Beijada
O Riacho Mão Beijada é um riacho (um pequeno rio) brasileiro que banha o estado da Paraíba.